# Anatol Sylwin
Anatol Sylwin (Jerzy Józef Silberstein) (ur. 25 kwietnia 1912 w Krakowie, zm. 21 lutego 2002 w Warszawie) – polski architekt i urbanista, pisarz, miłośnik Tatr (wielokrotnie opisywanych w jego utworach).

## Życiorys

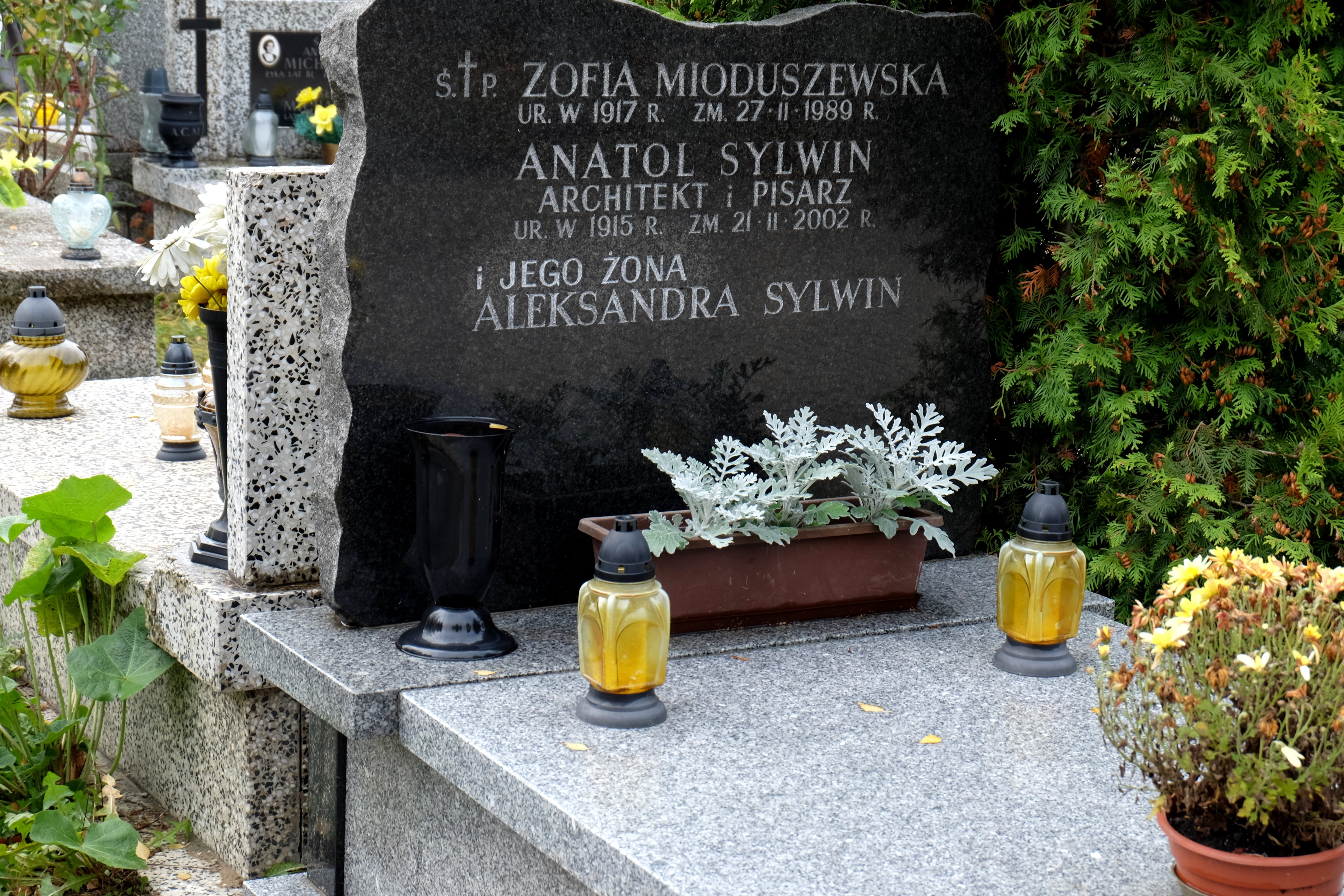
Grób Anatola Sylwina na Cmentarzu Komunalnym Północnym w Warszawie

Był synem Henryka Silbersteina i Elzy z d. Heuman. Ukończył studia na Wydziale Architektury Politechniki Lwowskiej, od 1 lipca 1938 pracował w pracowni Spójnia Budowlana prowadzonej przez Zdzisława Mączeńskiego. W ramach zadań w Spójni pracował m.in. nad projektem grzegórzeckiej hali targowej. Od 1939 był samodzielnym architektem.
W 1939 wraz z rodziną znalazł się we Lwowie, do 1941 pracował w firmie budowlanej. Po wybuchu wojny pomiędzy Związkiem Radzieckim a III Rzeszą został siłą wcielony w szeregi Armii Czerwonej i skierowany na wschód, do obrony Stalingradu. Następnie został zesłany do Kraju Ałtajskiego, gdzie był tzw. wolnym więźniem. Wcześniej ranny w 1944 dostał gangreny i był hospitalizowany. 
Po styczniu 1945 wrócił do kraju. W 1946 zmienił dotychczasowe nazwisko na Sylwin. Powrócił do zawodu, projektował założenia urbanistyczne i obiekty użyteczności publicznej w Krakowie, Warszawie i w Aglomeracji Katowickiej. Po przejściu na emeryturę zadebiutował literacko. W 1986 nakładem wydawnictwa Iskry ukazał się zbiór jego opowiadań „Śnieżyca”. W 1995 Wydawnictwo Orgelbrandów wydało kolejny zbiór zatytułowany „Między nocą a świtem”. Równocześnie krótkie formy literackie i wspomnienia Anatola Sylwina ukazywały się w czasopismach m.in. Przekrój, Miesięcznik Literacki, Nurt i Literatura. W 2000 powstał scenariusz oparty na wcześniej opublikowanym opowiadaniu „Noemi”, autor opracował również scenariusz sztuki teatralnej, która była wystawiana przez Teatr Mały w Warszawie. W 2001 ukazał się trzeci zbiór opowiadań „Noemi” wydany przez Instytut Wydawniczy Książka i Prasa. 21 lutego 2002 Anatol Sylwin zmarł w Warszawie mając 86 lat, spoczywa na Komunalnym Cmentarzu Północnym (kw. W-IX-9-1).